# جون لانغينوس
جون ل. لانغينوس (ولد في 8 ديسمبر 1891 بيرتشيم – بلجيكا توفي في 1 أكتوبر 1952) حكم كرة قدم بلجيكي معتمد من الاتحاد الدولي لكرة القدم في 3 بطولات لكأس العالم بما فيها تحكيم المباراة النهائية الأولى في سنة 1930 .

## حياته ومسيرته الرياضية
قرر والداه أن يطلقوا عليه الاسم الإنجليزي جون بدلا من الاسم البلجيكي جان .
سقط لانغينوس في أول امتحان ليكون حكما حيث فشل في الإجابة على السؤال التالي : ما هو الإجراء الصحيح لو أن الكرة ضربت طائرة تحلق على ارتفاع منخفض ؟ 

### دورة الألعاب الأولمبية 1928
تم اختيار لانغينوس للمشاركة في دورة الألعاب الأولمبية 1928 حيث أدار أول مباراة في 30 مايو 1928 على الملعب الأولمبي حيث تغلب منتخب الأوروغواي على منتخب هولندا 2-0 في ظل حضور 40 ألف متفرج . ثم أدار مباراة في الدور الربع النهائي ثم مباراة تحديد صاحب المركز الثالث في 10 يونيو 1928 حيث تغلب منتخب إيطاليا على منتخب مصر 11-3 (حيث سجل كل من أنجيلو تشيافيو ، إلفيو بانتشيرو ، و ماريو ماغنوزي 3 أهداف) . 

### كأس العالم 1930
شارك لانغينوس في تحكيم مباريات أول بطولة كأس عالم أقيمت في الأوروغواي سنة 1930 حيث قام بأداء دور حكم الساحة في 4 مباريات وحكم راية في مباراتين . أدار مباراتين في دور المجموعات ثم مباراة النصف النهائي الأولى بين منتخب الأرجنتين و منتخب أمريكا في 26 يوليو 1930 والتي انتهت بفوز الأول 6-1 علما بأن المنتخب الأمريكي لعب 80 دقيقة بعشرة لاعبين بسبب إصابة أحد لاعبيه ولم يكن حينها مسموحا لمشاركين بعملية استبدال اللاعبين .
ثم تشرف لانغينوس في إدارة أول مباراة نهائية في 30 يوليو 1930 على ملعب سنتيناريو في مونتيفيديو . المباراة جمعت المستضيف منتخب الأوروغواي و منتخب الأرجنتين . كان حينها تجرى قرعة بين المنتخبين من أجل اختيار كرة واحدة للعب بها ولكن لانغينوس قرر المشاركة بكرة منتخب الأروغواي أولا في الشوط الأول ثم بكرة منتخب الأرجنتين في الشوط الثاني من أجل إحلال العدالة بينهما . انتهت المباراة بفوز منتخب الأوروغواي 4-2 على الرغم من اعتراض لاعبي منتخب الأرجنتين على الهدف الأول للمستضيفين بحجة وقوع اللاعب في مصيدة التسلل . 

### كأس العالم 1934
في بطولة كأس العالم التالية التي استضافتها إيطاليا في سنة 1934 أدار لانغينوس مباراة واحدة بين منتخب تشيكوسلوفاكيا و منتخب رومانيا على ملعب ليتوريو في مدينة ترييستي في 27 مايو وانتهت بفوز التشيكوسلوفاكيون 2-1 . 

### كأس العالم 1938
شهدت المباراة الأولى التي يديرها لانغينوس في بطولة كأس العالم الثالثة التي أقيمت في فرنسا 1938 طرده للاعب الألماني هانز بيسر في الدقيقة السادسة من الوقت الإضافي في مباراة الدور الأول في مواجهة منتخب سويسرا وانتهت بالتعادل 1-1 على ملعب حديقة الأمراء في العاصمة باريس والتي أقيمت في 4 يونيو . وتم إعادتها بعد 5 أيام ليحقق منتخب سويسرا الفوز بنتيجة 4-2 على الرغم من أن لانغينوس لم يقم بتحكيم مباراة الإعادة .
قام لانغينوس بتحكيم آخر مبارياته في بطولات كأس العالم في 19 يونيو وهي مباراة تحديد صاحب المركز الثالث بين منتخب البرازيل و منتخب السويد حيث سجل هداف البطولة ليونيداس دا سيلفا هدفين ليقود منتخب بلاده البرازيل للفوز بنتيجة 4-2 على ملعب حديقة ليسكيور . 

### مسيرته التالية
ألف لانغينوس كتابا عن سيرته الذاتية بعنوان (صفير العالم) ثم أتبعه بكتابين لا يمتان بعالم كرة القدم بشيء .

## روابط خارجية
- جون لانغينوس على موقع Soccerway.com (الإنجليزية)
- جون لانغينوس على موقع أوليمبيديا (الإنجليزية)